# Maacem
Maacem è un comune dell'Algeria, situato nella provincia di Tissemsilt.